# Bobblehead
Um bobblehead (cabeça oscilante) é um tipo de boneco colecionável. Sua cabeça costuma ser superdimensionada em comparação ao corpo. Em vez de uma conexão sólida, sua cabeça é conectada ao corpo por uma mola ou gancho de tal forma que uma batida leve fará com que a cabeça se mova ou balance, daí o nome.